# Valore attuale
Il valore attuale (VA) è la quantità di denaro che nel periodo in corso si dovrebbe investire nei mercati mobiliari (es. in borsa) per uguagliare il flusso di denaro che ci si aspetta di incassare al termine di un investimento nell'economia reale. 
In sostanza, il valore attuale risponde a questa domanda: "se io rinuncio a investire in un'attività o in un affare, quanto denaro dovrei investire in borsa per ottenere gli stessi guadagni che otterrei da quell'affare?".
Il valore attuale è utile, tra le altre cose, per calcolare la validità o meno di un investimento che si vuole effettuare nell'economia reale.

## Calcolo del VA
Per calcolare il valore attuale è necessario definire un tasso di attualizzazione {\displaystyle r} definito come "rendita attesa" di un investimento nei mercati mobiliari. L'investimento mobiliare però deve avere una distribuzione di probabilità somigliante a quella dell'investimento che si è in procinto di intraprendere nell'economia reale.
Una volta individuato {\displaystyle r}, si ha quindi la formula:
{\displaystyle VA=C_{1}/(1+r_{1})+C_{2}/(1+r_{2})^{2}}
{\displaystyle C_{1}} è il flusso di cassa che si avrà tra un anno, e {\displaystyle C_{2}} nel secondo. Lo stesso per {\displaystyle r_{1}} che è il tasso di attualizzazione per il primo anno, {\displaystyle r_{2}} per il secondo e via così.

## Esempio
Se ad esempio si compra una palazzina di cui si decide di tenere in affitto tutti gli appartamenti per un anno e poi vendere (supponendo per assurdo che gli affittuari paghino tutto l'anno in anticipo), nella formula sopra si avrebbe che, posto {\displaystyle C_{0}} il costo per l'acquisto della palazzina; 
- {\displaystyle C_{1}} sono i soldi dati dagli affittuari che arrivano all'inizio dell'anno 1 quando la palazzina è stata comprata e affittata.
- {\displaystyle C_{2}} sono i soldi che derivano dalla vendita della palazzina.
- {\displaystyle r_{1}} è il tasso rendimento nel mercato mobiliare per un investimento con rischiosità simile alla rischiosità dell'affitto.
- Mentre {\displaystyle r_{2}} sarebbe il tasso di rendimento per investimenti mobiliari con rischio paragonabile alla vendita di un immobile tra due anni.

Calcolando il valore attuale come da formula sopra si ottiene quindi quanto denaro devo investire oggi nel mercato mobiliare (per esempio in borsa), per ottenere dei ricavi equivalenti operando un investimento nell'economia reale(ossia la costruzione, affitto e vendita della palazzina) con rischio simile.
Se il valore atteso ({\displaystyle VA}) è superiore al valore che io investo attualmente ({\displaystyle C_{0}}) nell'economia reale, allora sto facendo un buon investimento, se è inferiore, mi conviene investire nei mercati mobiliari.
Se {\displaystyle VA} > {\displaystyle C_{0}} ⇒ investo nell'economia reale
Se {\displaystyle VA} < {\displaystyle C_{0}} ⇒ investo nei mercati mobiliari
Si veda anche Valore attuale netto

## Rendite perpetue
Spesso tuttavia il tasso di attualizzazione resta omogeneo nel corso degli anni.
E in questa ipotesi, una rendita che produca un flusso di cassa costante {\displaystyle C} ogni anno all'infinito, potrà essere calcolata con
{\displaystyle VA=\displaystyle \sum _{n=1}^{+\infty }{\frac {C}{(1+r)^{n}}}}
sommatoria che, tramite dimostrazione matematica (serie geometrica che parte dall'esponente 1) offre il valore
{\displaystyle VA={\frac {C}{r}}}
Infatti, poiché {\displaystyle {\frac {1}{(1+r)}}<1}, si ha:
{\displaystyle \sum _{n=0}^{\infty }{\frac {1}{(1+r)^{n}}}={\frac {1}{1-{\frac {1}{1+r}}}}={\frac {1}{r}}+1}
Se l'indice {\displaystyle n} parte da 1, si deve sottrarre il termine {\displaystyle {\frac {1}{(1+r)^{0}}}=1}; si ha quindi:
{\displaystyle \sum _{n=1}^{\infty }{\frac {C}{(1+r)^{n}}}=C\sum _{n=1}^{\infty }{\frac {1}{(1+r)^{n}}}=C\left({\frac {1}{r}}+1-1\right)={\frac {C}{r}}}
Se invece la rendita perpetua, oltre ad essere costante, cresce pure di un tasso {\displaystyle g} per ogni anno, la formula sarà:
{\displaystyle VA=\sum _{n=1}^{+\infty }{\frac {C\cdot n(1+g)^{m}}{(1+r)^{n}}}}
a partire da {\displaystyle n=1} e con {\displaystyle m=n-1}.
La sommatoria dà come risultato:
{\displaystyle VA={\frac {C1}{(r-g)}}}